# Habenaria cerea
Habenaria cerea är en orkidéart som beskrevs av Ethelbert Blatter och Mccann. Habenaria cerea ingår i släktet Habenaria och familjen orkidéer. Inga underarter finns listade i Catalogue of Life.